# Metrichia munieca
Metrichia munieca är en nattsländeart som beskrevs av Lazar Botosaneanu 1977. Metrichia munieca ingår i släktet Metrichia och familjen smånattsländor. Inga underarter finns listade i Catalogue of Life.